# الدوري الإيطالي 1934–35
الدوري الإيطالي الدرجة الأولى 1934–35 (بالإيطالية: Serie A 1934-1935)‏ هو موسم من الدوري الإيطالي الدرجة الأولى. أقيم خلال الفترة 30 سبتمبر 1934 وحتى 2 يونيو 1935، وفاز فيه يوفنتوس.